# ユニオン・バンク・オブ・カリフォルニア・タワー
ユニオン・バンク・タワー（Union Bank Tower）は、アメリカ合衆国オレゴン州ポートランドにある、15階建てのユニオン・バンク（日本の三菱UFJフィナンシャルグループ傘下の銀行）のオフィスビル。高さは82メートル（268フィート）。
サンフランシスコのアンシェン・アンド・アレン社の設計により1969年に竣工した。国際様式に基づく建築物で、ポートランド市街地のブロードウェイ沿いに聳える。ユニオン・バンク・オブ・カリフォルニア・タワーの最大の特徴は、灰緑色のスレートに覆われたサービスコア部である。このスレートは、ウェールズのストーンヘンジと同じ地域から採掘されたものであるとされる。